# Lotus 81
Der Lotus 81 war ein Formel-1-Rennwagen des britischen Rennstalls Lotus, der in der Formel-1-Saison 1980 eingesetzt wurde.

## Technische Daten

### Lotus 81
Ende 1978 kam Teamchef Colin Chapman zu der Einsicht, dass er das technische Potential des Lotus 79 ausgereizt habe. Von daher begann er mit der Konstruktion eines neuen Wagens, der die Bezeichnung Lotus 80 erhielt. Das Fahrzeug erwies sich jedoch infolge konstruktiver Mängel als nicht konkurrenzfähig. Für seinen neuen Rennwagen kombinierte er das Chassis des Lotus 80 mit Komponenten des Lotus 79. Der Prototyp erhielt die Bezeichnung Lotus 79X. Im Resultat entstand mit dem Lotus 81 ein eher konservatives Bodeneffekt-Fahrzeug, das von Anfang an nur als Übergangslösung bis zur Fertigstellung des Lotus 88 gedacht war.
Im Vergleich zum Lotus 80 hatte der neue Rennwagen ein deutlich verstärktes Chassis, was zwangsläufig zu einer Erhöhung des Gesamtgewichts und damit zu einem schlechten Fahrverhalten führte. Auch war die Höchstgeschwindigkeit auf Geraden unbefriedigend. Das Monocoque selbst war aus einer Aluminiumlegierung gefertigt worden und das Cockpit schmaler gehalten. Weitere optische Veränderungen gegenüber dem Vorgängerfahrzeug waren eine verkürzte Fahrzeugfront und überarbeitete Seitenkästen. Ein weiteres Problem des Fahrzeuges war, dass die Hinterreifen wenig Haftung aufbauten, was schließlich durch Veränderung in der Aufhängung an der Hinterachse behoben werden konnte.
Angetrieben wurde der Lotus 81 von einem Ford-Cosworth DFV. Der wassergekühlte, nicht aufgeladene Achtzylinder-V-Motor mit 90° Bankwinkel mit einem Hubraum von 2993 cm³ leistete rund 470 PS (345 kW) bei einer Drehzahl von etwa 11.100/min. Das manuell zu schaltende, längs eingebaute Lotus/Hewland-Getriebe hatte fünf Vorwärtsgänge und einen Rückwärtsgang. Der Tank des Fahrzeuges fasste 175 Liter. Alle Räder waren einzeln an Doppelquerlenkern aufgehängt. Die Stoßdämpfer wurden von Koni bezogen.

### Lotus 81B
Der Lotus 81B unterschied sich nur unwesentlich vom Vorgängerfahrzeug, insbesondere in seinem Radstand von jetzt 2819 mm. Die Spurweite betrug vorn 1803 mm und hinten 1676 mm. Das Fahrzeuges wog 588 kg und der Ford-Cosworth-Motor leistete bei unveränderten Hubraum nun etwa 490 PS (360 kW).

## Sponsor
Hauptsponsoren des Teams waren der Mineralölkonzern Essex – deshalb die blau-rote Lackierung – und der Schweizer Uhrenhersteller Tissot.

## Saisonverlauf

### 1980
Zu Mario Andretti kam 1980 der junge Italiener Elio de Angelis ins Team, nachdem Carlos Reutemann Lotus nach nur einem Jahr wieder verlassen hatte. De Angelis erzielte das beste Rennergebnis des 81, als er zu Beginn der Saison Zweiter beim Großen Preis von Brasilien wurde. Der spätere Weltmeister Nigel Mansell gab beim Großen Preis von Österreich im 81 sein Debüt in der Formel 1. Am Ende der Saison wurde de Angelis Siebter in der Weltmeisterschaft. Andretti erreichte nur einen einzigen Punkt und wechselte Ende des Jahres zu Alfa Romeo.
| Fahrer               | Nr.                  | 1   | 2   | 3   | 4   | 5   | 6 | 7   | 8   | 9  | 10  | 11  | 12  | 13  | 14 | Punkte | Rang |
| -------------------- | -------------------- | --- | --- | --- | --- | --- | - | --- | --- | -- | --- | --- | --- | --- | -- | ------ | ---- |
| Formel-1-Saison 1980 | Formel-1-Saison 1980 |     |     |     |     |     |   |     |     |    |     |     |     |     |    | 15     | 5.   |
| M. Andretti          | 11                   | DNF | DNF | 12  | DNF | DNF | 7 | DNF | DNF | 7  | DNF | 8   | DNF | DNF | 6  | 15     | 5.   |
| E. de Angelis        | 12                   | DNF | 2   | DNF | DNF | 10  | 9 | DNF | DNF | 16 | 6   | DNF | 4   | 10  | 4  | 15     | 5.   |
| N. Mansell           | 43                   |     |     |     |     |     |   |     |     |    | DNF | DNF |     |     |    | 15     | 5.   |

### 1981
Nach dem Verbot des Lotus 88 musste das Team um Chapman den Beginn der Formel-1-Saison 1981 mit dem Lotus 81B bestreiten, bevor er ab Monaco durch den Lotus 87 ersetzt werden konnte. Mansell erreichte beim Großen Preis von Belgien mit dem Lotus 81 zum ersten Mal in seiner Karriere eine Podiumsplatzierung in einem Weltmeisterschaftslauf.
| Fahrer               | Nr.                  | 1   | 2  | 3   | 4 | 5 | 6 | 7 | 8 | 9 | 10 | 11 | 12 | 13 | 14 | 15 | Punkte | Rang |
| -------------------- | -------------------- | --- | -- | --- | - | - | - | - | - | - | -- | -- | -- | -- | -- | -- | ------ | ---- |
| Formel-1-Saison 1981 | Formel-1-Saison 1981 |     |    |     |   |   |   |   |   |   |    |    |    |    |    |    | 22     | 7.   |
| E. de Angelis        | 11                   | DNF | 5  | 6   |   | 5 |   |   |   |   |    |    |    |    |    |    | 22     | 7.   |
| N. Mansell           | 12                   | DNF | 11 | DNF |   | 3 |   |   |   |   |    |    |    |    |    |    | 22     | 7.   |

| Legende  | Legende            | Legende                                                          |
| Farbe    | Abkürzung          | Bedeutung                                                        |
| -------- | ------------------ | ---------------------------------------------------------------- |
| Gold     | –                  | Sieg                                                             |
| Silber   | –                  | 2. Platz                                                         |
| Bronze   | –                  | 3. Platz                                                         |
| Grün     | –                  | Platzierung in den Punkten                                       |
| Blau     | –                  | Klassifiziert außerhalb der Punkteränge                          |
| Violett  | DNF                | Rennen nicht beendet (did not finish)                            |
| Violett  | NC                 | nicht klassifiziert (not classified)                             |
| Rot      | DNQ                | nicht qualifiziert (did not qualify)                             |
| Rot      | DNPQ               | in Vorqualifikation gescheitert (did not pre-qualify)            |
| Schwarz  | DSQ                | disqualifiziert (disqualified)                                   |
| Weiß     | DNS                | nicht am Start (did not start)                                   |
| Weiß     | WD                 | zurückgezogen (withdrawn)                                        |
| Hellblau | PO                 | nur am Training teilgenommen (practiced only)                    |
| Hellblau | TD                 | Freitags-Testfahrer (test driver)                                |
| ohne     | DNP                | nicht am Training teilgenommen (did not practice)                |
| ohne     | INJ                | verletzt oder krank (injured)                                    |
| ohne     | EX                 | ausgeschlossen (excluded)                                        |
| ohne     | DNA                | nicht erschienen (did not arrive)                                |
| ohne     | C                  | Rennen abgesagt (cancelled)                                      |
| ohne     | keine WM-Teilnahme |                                                                  |
| sonstige | P/fett             | Pole-Position                                                    |
| sonstige | 1/2/3/4/5/6/7/8    | Punktplatzierung im Sprint-/Qualifikationsrennen                 |
| sonstige | SR/kursiv          | Schnellste Rennrunde                                             |
| sonstige | *                  | nicht im Ziel, aufgrund der zurückgelegten Distanz aber gewertet |
| sonstige | ()                 | Streichresultate                                                 |
| sonstige | unterstrichen      | Führender in der Gesamtwertung                                   |